# فيلق إس إس السادس
فيلق الجيش السادس (لاتفيا) أو فيلق إس إس السادس. SS-Freiwilligen-Armeekorps (Lettisches) (الألمانية) وحدة تابعة لـفافن إس إس خلال الحرب العالمية الثانية. تم تشكيلها في أكتوبر 1943، لقيادة فرق فافن إس إس لاتفيا. قاتل في القطاع الشمالي من الجبهة الشرقية كجزء من الجيش الثامن عشر. كانوا جزءًا من مجموعة الجيوش الشمالية حتى أوائل عام 1945، عندما كانت تابعة لـ Army Group Kurland. في أكتوبر 1944 ، كانت محاصرة من قبل الجيش الأحمر وقضت ما تبقى من الحرب في جيب كورلاند، حتى استسلموا للجيش الأحمر في نهاية الحرب.  

## مجال العمليات
- الجبهة الشرقية، القطاع الشمالي - أكتوبر 1943 - سبتمبر 1944
- لاتفيا - سبتمبر 1944 - مايو 1945 [1]